# Рассвет (Хабарский район)
Рассве́т — посёлок в Хабарском районе Алтайского края, входит в состав муниципального образования Мартовский сельсовет.

## География
Расположен между околками, крупнейший из которых, — Пензен. В 2 км находится пруд, который местные называют Ляга

## Население
| 1997 | 1998 | 1999 | 2000 | 2001 | 2002 | 2003 |
| ---- | ---- | ---- | ---- | ---- | ---- | ---- |
| 430  | →430 | ↗440 | ↘424 | ↗431 | ↘382 | ↘355 |
| 2004 | 2005 | 2006 | 2007 | 2008 | 2009 | 2010 |
| →355 | ↘344 | ↘326 | ↘320 | ↗323 | →323 | ↘286 |
| 2011 | 2012 | 2013 |      |      |      |      |
| →286 | ↗294 | ↘285 |      |      |      |      |